# 박지은 (만화가)
박지은은 대한민국의 만화가, 웹툰 작가, 일러스트레이터이다.

## 활동
2013 대학만화 최강자전에서 자신의 작품인 아메리카노 엑소더스가 3위로 확정이 되어, 네이버 웹툰에서 정식 연재하게 되었다.
2016년 7월 30일, 작가의 트위터를 통해 자신이 갑상선암을 투병하고 있을 수 있다는 내용을 개제하고 아메리카노 엑소더스의 휴재를 연장했으나, 문제 없이 복귀했다.

## 작품 목록
- 《안경애담》 (2012년 완결, 네이버 웹툰 지옥캠프 단편선 시즌2)
- 《아메리카노 엑소더스》 (2014년 - 2019년, 네이버 웹툰)
- 《큐라레: 마법 도서관》 튜토리얼 만화 (2014년)
- 《클로저스 릴레이 웹툰》 - 수영장에 간 늑대개 팀 1~2편 (2015년)
- 《내 중학동창이 정부의 실험체가 돼버린 모양입니다.》 (2015년 완결, 코믹GT)

## 논란

### 넥슨 보이콧
2016년 7월, 넥슨 코리아에서 배급하는 게임 《클로저스》의 ‘티나’와 《최강의 군단》의 ‘이자나미’의 성우를 맡은 김자연 성우가 자신의 트위터에 메갈리안 지지 티셔츠를 인증한 사건을 계기로 넥슨은 김자연 성우의 보이스 파일을 사용하지 않고 성우를 교체하겠다는 입장을 표명하자, 이에 부당함을 느낀 작가는 넥슨 코리아에 보이콧하는 의미로, 클로저스 관련 일러스트를 모두 비공개 처리했다.